# Acta Palaeontologica Polonica
Acta Palaeontologica Polonica — рецензований науковий журнал з проблем  палеонтології і палеобіології, видається Instytut Paleobiologii im. Romana Kozłowskiego PAN. Включено до  філадельфійського списку, виходить друком щоквартально з 1956 року.
Більшість публікованих статей виходять англійською мовою, хоча деякі старі статті друкувалися польською чи французькою. Усі статті доступні у форматі PDF, більшість супроводжується польським резюме. Праці, опубліковані після 2008 року супроводжуються власними цифровими ідентифікаційними номерами DOI.
Імпакт-фактор «Acta Palaeontologica Polonica» в 2012 році становив 1,577, що відповідало 18-му місцю серед 50 врахованих журналів палеонтологічного напряму.

## Реферування і індексування
Acta Palaeontologica Polonica реферується і індексується в:
- Biological Abstracts
- Current Contents
- GeoArchive
- Geological Abstracts
- GeoRef
- PASCAL
- Petroleum Abstracts
- Polish Scientific Journals Contents
- Referativny Zhurnal
- Research Alert
- Science Citation Index
- Zoological Record

### Ресурси Інтернету
- Вікісховище має мультимедійні дані за темою: Acta Palaeontologica Polonica
- Офіційний сайт
- Institute of Paleobiology [Архівовано 5 вересня 2017 у Wayback Machine.]